# I giorni roventi del poliziotto Buford
I giorni roventi del poliziotto Buford (Walking Tall Part 2) è un film del 1974 diretto da Earl Bellamy.

## Trama
Lo sceriffo Buford Pusser scampa miracolosamente ad un attentato, e si trova a dover a che fare con i contrabbandieri di whisky.